# Vilayat Inayat Khan

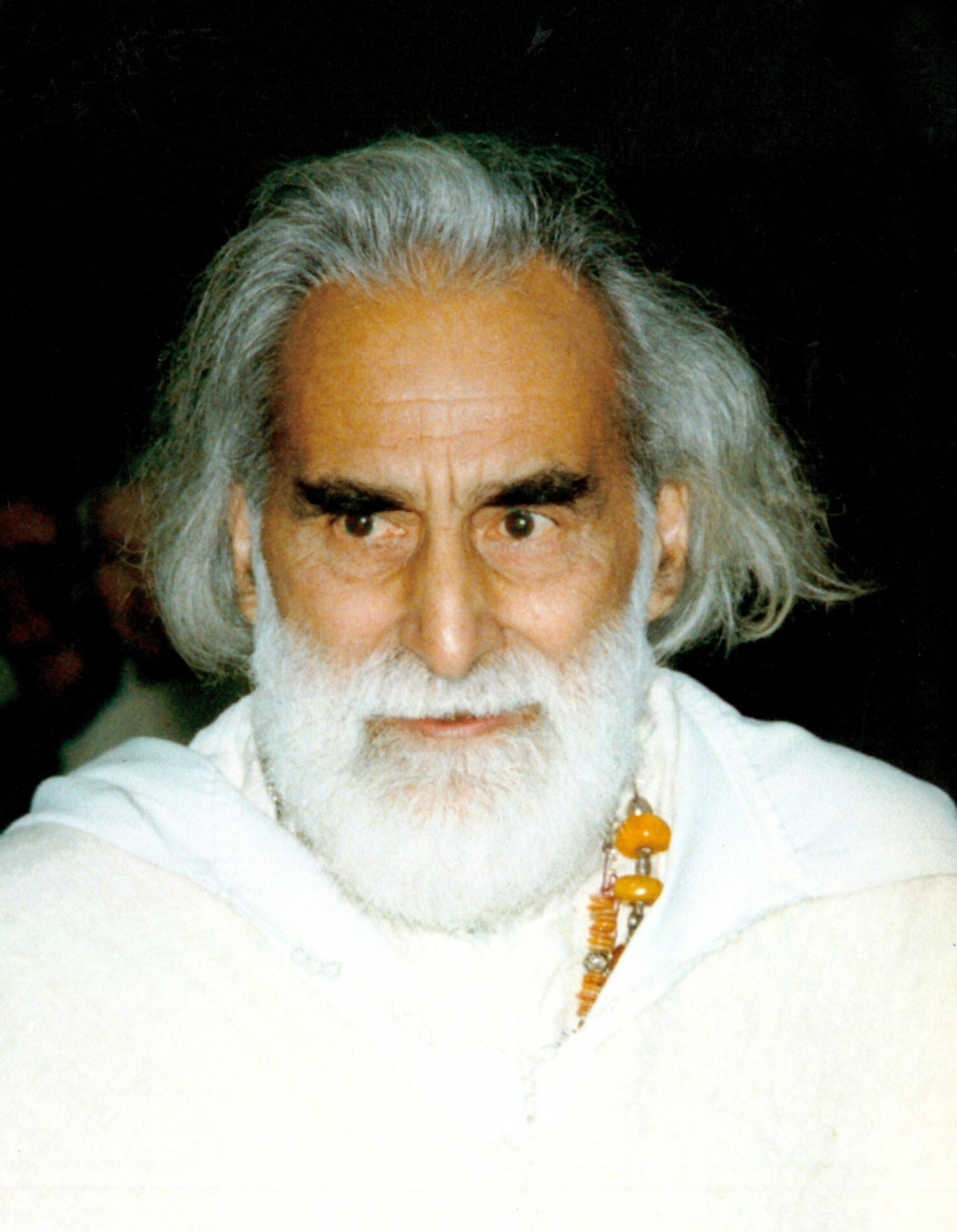
Vilayat Inayat Khan, 1996

Vilayat Inayat Khan (* 19. Juni 1916 in London; † 17. Juni 2004 in Suresnes), der in seiner Eigenschaft als Leiter des Internationalen Sufi-Ordens Pir Vilayat Inayat Khan genannt wurde, war das zweite von vier Kindern von Hazrat Inayat Khan und Ora Ray Baker (1892–1927). Von 1957 bis zu seinem Tod war er das geistliche Oberhaupt des von seinem Vater gegründeten Ordens. Für seine Verdienste um interreligiöse Verständigung wurde ihm postum am 10. Juli 2004 der Juliet Hollister Award verliehen, den außer ihm auch schon der Dalai Lama und Nelson Mandela erhielten.

## Leben

### Jugend und Familie

Das Symbol des Internationalen Sufi-Ordens

Vilayat Inayat Khans Vater Hazrat Inayat Khan, der aus einer Familie stammte, die vom gemäßigt-islamisch-orthodoxen Chishtiyya-Orden geprägt war, wanderte 1910 von Indien in die Vereinigten Staaten ein und gründete 1917 in London den Internationalen Sufi-Orden, der als ein auf westliche Bedürfnisse zugeschnittener spiritueller Orden gilt. In Indien war sein Vater als Musiker bekannt und bereits mit 20 Jahren vollwertiger Professor an der Musikakademie von Baroda. Er hatte verschiedene musiktheoretische Bücher veröffentlicht und so spielte die Musik in der Familie traditionsgemäß eine wichtige Rolle als religiöses Ritual und war Zugang für spirituelle Erfahrung und Erkenntnis. Unter den ersten Murīden von Hazrat Inayat Khan in Amerika war dessen spätere Ehefrau und Vilayats Mutter Ora Ray Baker (1892–1949), die er 1912 in London geheiratet hatte. Vilayat hatte drei Geschwister: den jüngeren Bruder Hidayat, die zwei Jahre ältere Noor-un-Nisa und Khair-un-Nisa (geb. 1919). Bis zum Tod des Vaters lebte die Familie neben London auch zeitweise in Paris, Moskau und Genf. Vilayat Inayat Khan wuchs in Suresnes bei Paris auf, wo ihn sein Vater kurz vor dessen Tod bereits im Alter von zehn Jahren zu seinem Nachfolger bestimmte. Hazrat Inayat Khan starb 1927 während einer Indienreise an Grippe.

### Ausbildung und Kriegszeit
Vilayat Inayat Khan erhielt seine Ausbildung in Oxford und schloss an der Sorbonne in Paris ein Psychologiestudium ab. Außerdem studierte er Komposition bei Nadia Boulanger an der École Normale de Musique de Paris und spielte Cello.
1940 verließ er mit seiner Familie Paris wieder und kehrte nach England zurück, wo er zusammen mit seiner Schwester Noor vom Secret Intelligence Service rekrutiert wurde. Er diente auf einem Minensuchboot, Noor wurde zur Funkerin ausgebildet. Noor, die unter dem Decknamen Madeleine bekannt war, wurde bei ihrem Einsatz in Frankreich als englische Agentin und Mitglied der Résistance enttarnt und 1944 im KZ Dachau getötet. Vilayat Inayat Khans Schiff wurde bei der Landung der Alliierten in der Normandie torpediert.
Nach dem Krieg nahm Inayat Khan seine spirituellen Studien bei verschiedenen Lehrern in Indien und dem Mittleren Osten wieder auf und verband östliche und westliche Traditionen, als er 1957 die Leitung des Internationalen Sufi-Ordens, wie von seinem Vater vorgesehen, übernahm.

### Vilayat Inayat Khan als Lehrer

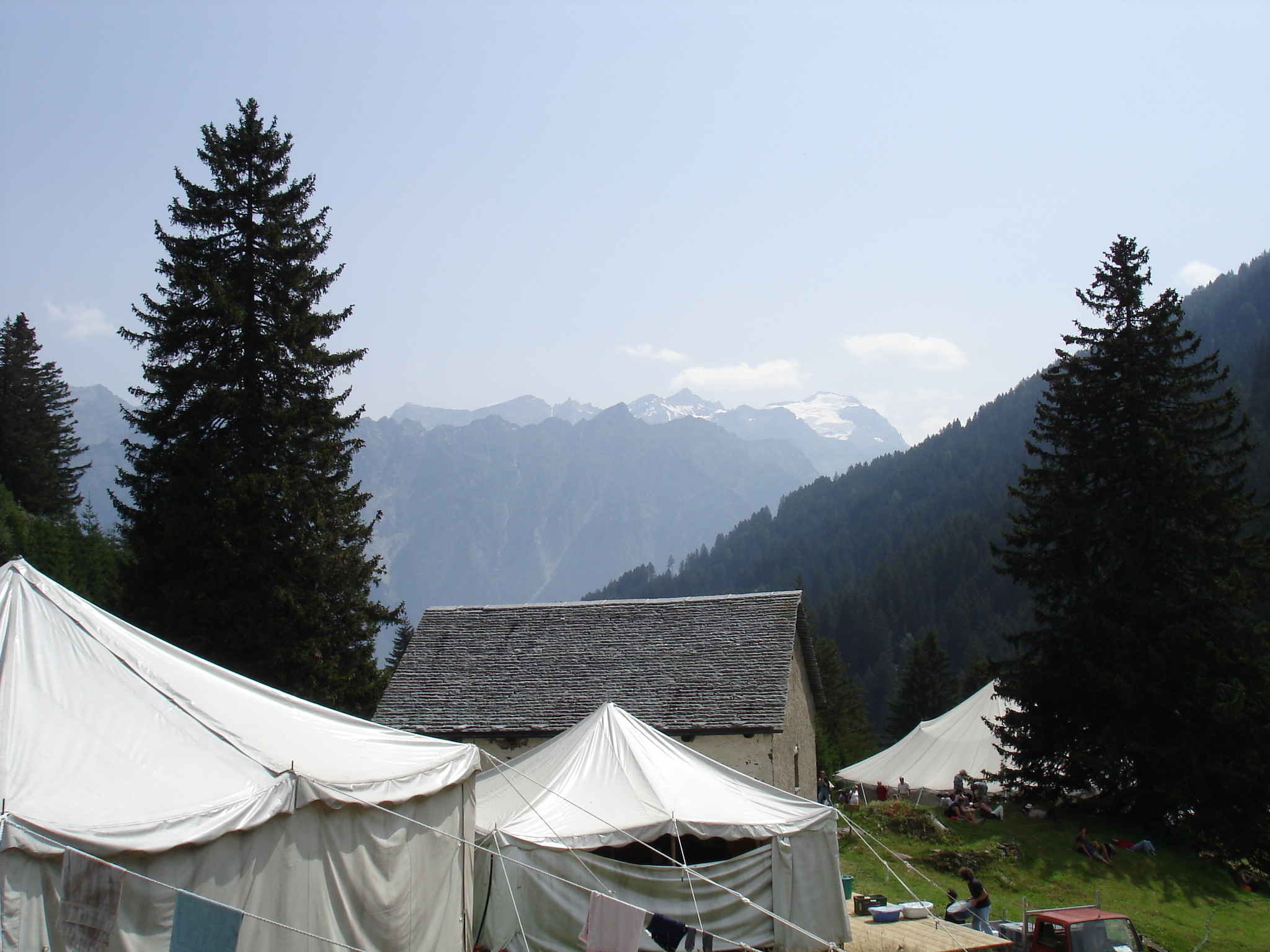
Das Sommercamp 2005 des Internationalen Sufi-Ordens in Campra bei Olivone

Nach dem Tod von Hazrat Inayat Khan wurde der von ihm gegründete Orden von älteren Familienmitgliedern geleitet. Es kam zu einer Trennung und heute gibt es neben dem von Vilayat Inayat Khan ab 1957 geleiteten Internationalen Sufi-Orden auch die Internationale Sufi-Bewegung, die nebeneinander existieren und ähnliche Strukturen aufweisen. Vilayat Inayat Khan versuchte in seinem Orden, die Erfahrungen der Mystiker aller Religionen und Traditionen mit den Erkenntnissen der modernen Wissenschaft zu verbinden. Seine Liebe zur Musik, wie z. B. der von Johann Sebastian Bach, floss ebenfalls in seine Lehren ein. Er leitete regelmäßig Seminare, Camps und Retreats in der ganzen Welt. 1975 gründete er im Staat New York die spirituelle Gemeinschaft Abode of the Message und das Studienzentrum Omega Institute. Er organisierte interreligiöse Veranstaltungen und nahm an zahlreichen Konferenzen zu den Themen Spiritualität, Naturwissenschaft und Psychologie teil. 1974 veröffentlichte er mit Toward the One eine Einführung in spirituelle Traditionen und deren Übungen. Es folgten eine Studie über das Leben und die Lehren seines Vaters und Bücher über die unterschiedlichen Aspekte der Meditation und Selbstverwirklichung. Seine letzte Veröffentlichung war 2003 In Search of the Hidden Treasure, das die Sufi-Lehren in Form eines imaginären Kongresses von Sufis aus mehreren Jahrhunderten darstellt.
Für sein Lebenswerk erhielt er postum den Juliet Hollister Award, der für Verdienste um die interreligiöse Verständigung vergeben wird, und den bisher z. B. auch Nelson Mandela und der Dalai Lama erhalten haben.
Vilayat Inayat Khan heiratete Anfang der 1950er Mary Walls. In den späten 50ern hatte er aus einer Seitenbeziehung eine Tochter, Maria. Aus einer späteren Beziehung mit der Amerikanerin Jamila Johnson (später Taj Inayat Khan) hatte er zwei Söhne, Zia und Merlin. Im Februar 2000 erklärte er Zia Inayat Khan zu seinem Nachfolger und weihte ihn zum Pir. Dieser übernahm 2004 nach dem Tod von Vilayat Inayat Khan die Leitung des Internationalen Sufi-Ordens (wurde 2016 umbenannt in: Inayati-Orden). Vilayat Inayat Khan wurde im Grabkomplex seines Vaters in Delhi beigesetzt.

## Bibliographie

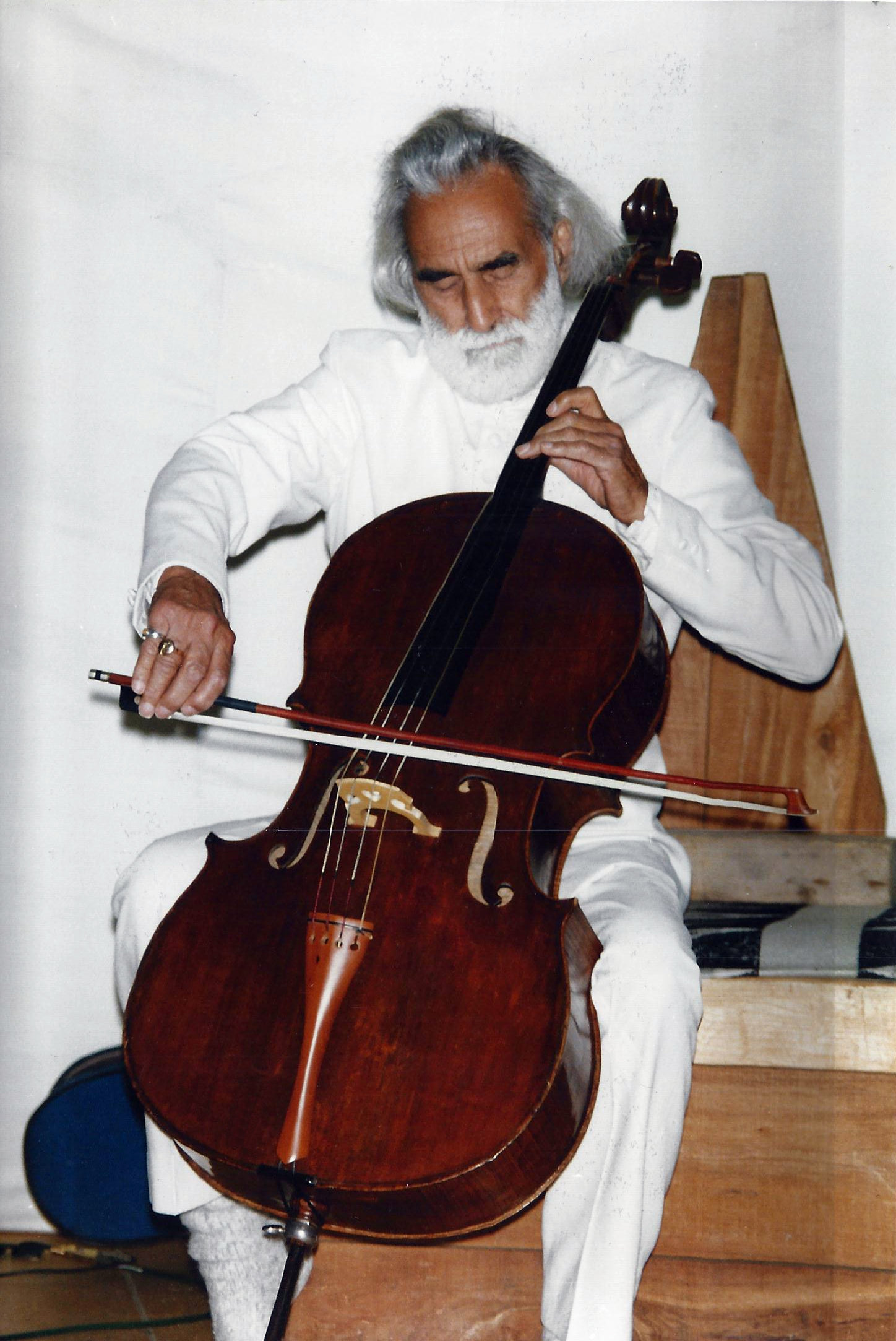
Cellokonzert in Olivone, 1993

- Toward the One. Harper and Row, 1974.
- The Message in Our Time. Harper and Row, 1978.
- The Call of the Dervish. Sufi Order Publications, 1981.
- Sufi Masters. Sufi Order Publications, 1982.
- Introducing Spirituality Into Counseling and Therapy. Omega Press, 1982.
- That Which Transpires Behind That Which Appears. Omega Publications, 1994.
- Awakening: A Sufi Experience. Tarcher Putnam, 1999.
- In Search of the Hidden Treasure. Tarcher, 2003.
  - Auf der Suche nach dem verborgenen Schatz. Eine Sufi-Konferenz. Aus dem Amerikanischen übersetzt von Kaivan F. Plesken. edition nada, Bad Bevensen 2011, ISBN 978-3-933467-09-6.
- Hazrat Inayat Khan. Eine biographische Skizze. Aeoliah Musikverlag, ISBN 978-3-9808418-0-1.
- Das, was durchscheint durch das, was erscheint. 3. Auflage. edition nada, Bad Bevensen, 2006, ISBN 3-933467-01-2.
- mit Aeoliah Christa Muckenheim: Musik und Meditation. Verlag Heilbronn 2014, ISBN 978-3-936246-15-5.
- Erinnerungen in: SIFAT – Zeitschrift für Universalen Sufismus – 32. Jahrgang – Heft 2 – Juli 2004 – S. 23 u. 46; hier erwähnt Pir Vilayat seine Tochter Maria